# Leucophaeus scoresbii
Leucophaeus scoresbii е вид птица от семейство Laridae.

## Разпространение
Видът е разпространен в Аржентина, Фолкландски острови и Чили.